# Ali Larajed
Ali Larajed (arab betűkkel علي العريّض, ʿAlī al-ʿArayyiḍ; Medenine, 1955. augusztus 15. –) tunéziai politikus, Tunézia miniszterelnöke 2013 és 2014 között. 2011-től 2013-ig belügyminiszter volt Hamadi Dzsebali kormányában. 2013-tól a mérsékelt iszlamista Ennahda Mozgalom főtitkára.

## Pályafutása
Ali Larajed 1955-ben született Medenine városában. 1981-ben részt vett az Ennahda Mozgalom megalapításában, amelynek szóvivője lett 1990-es letartóztatásáig. Habib Burgiba elnöksége alatt a rendőrség részéről állandó zaklatásnak és megfigyelésnek volt kitéve. 1990-ben, már Zín el-Ábidín ben Ali elnök idején, 15 éves börtönbüntetésre ítélték. A börtönben több ízben megkínozták, majd szándékosan megfertőzték a HIV-vírussal. A Belügyminisztérium illetékesei a beszámolók szerint Larajed feleségét is szexuálisan bántalmazták.
2011. december 24-én a Dzsebali-kormány belügyminiszterévé nevezték ki. Larajed támogatta a forradalom utáni békés rendezést, elutasítva a szélsőséges vallási fanatizmust, a törzsi elkülönülést és a tartományi decentralizációt. 2013. február 22-én a tüntetések hatására a lemondott Dzsebali helyére miniszterelnökké nevezték ki. Larajed terminusa kevesebb mint egy évig tartott; a folytatódó tüntetések és zavargások miatt a parlamenti pártok egy független szakértői kormány létrehozása mellett döntöttek Mehdi Dzsoma miniszterelnök irányítása alatt 2014 januárjától.